# 亚德里安·纽维
亚德里安·纽维，OBE（1958年12月6日—），英國一级方程式赛车工程师、空气动力学家和汽车设计师，目前担任阿斯顿·马丁车队的技术总监和合伙人。
纽维现在被认为是一级方程式赛车中最优秀的设计师，他的设计已经赢得了很多设计奖项，他所设计的赛车也赢下了超过百场大奖赛。他所在的车队已经赢下11届年度車隊冠军，这是F1工程师的一项纪录并且他也是唯一一位在三家不同的F1车队赢下年度車隊冠军的设计师。在为威廉姆斯车队和迈凯伦车队设计出世界冠军赛车之后，他转投红牛车队並贏得六届车手和五届车队双料冠军。

## 早年生活
亚德里安·纽维出生于英国的埃文河畔斯特拉特福，他中学时期就读于莱普顿中学，和英国疯狂汽车秀的主持人杰里米·克拉克森是校友。在他16岁时，因为他在格林斯莱德所做的恶作剧他被要求离开莱普顿中学。1980年，纽维获得了南安普敦大学航空和航天学一等学士学位。毕业之后，他为费蒂帕尔迪车队工作。1981年，他加入了玛驰车队。在为约翰尼·塞科托担任一段时间的F2车队工程师之后，纽维开始自行设计赛车。他的第一个作品，玛驰GTP跑车取得了极大的成功并且两度赢得IMSA GTP。

## F1设计师生涯

### 玛驰阶段（1988-1991）
纽维的第一个F1设计是1988年的玛驰881，这辆车远比预计具有竞争力。最终，伊凡·卡佩里在葡萄牙站获得了第二甚至曾经在日本大奖赛时超过阿兰·普罗斯特驾驶的迈凯伦-本田赛车。但是一些批评家认建议纽维应该追求更优秀的空气动力学结构并且使车队在其它一些方面满足优秀车队的标准。值得关注的是，车队的车手卡佩里和毛里西奥·古吉尔明都感受到了他的第一辆车玛驰881的竞争力，这辆车采用尖鼻锥设计来增大下压力来补偿他们V8引擎与本田和法拉利的涡轮增压发动机之间的差距。

### 威廉姆斯车队阶段（1991-1996）

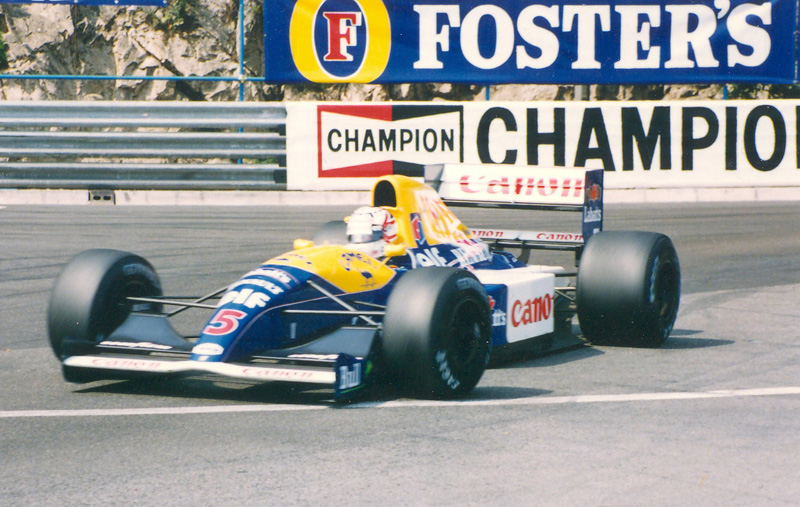
FW14赢下了17场比赛，取得21次领先位置和289分且奈杰尔·曼塞尔赢得1992年冠军

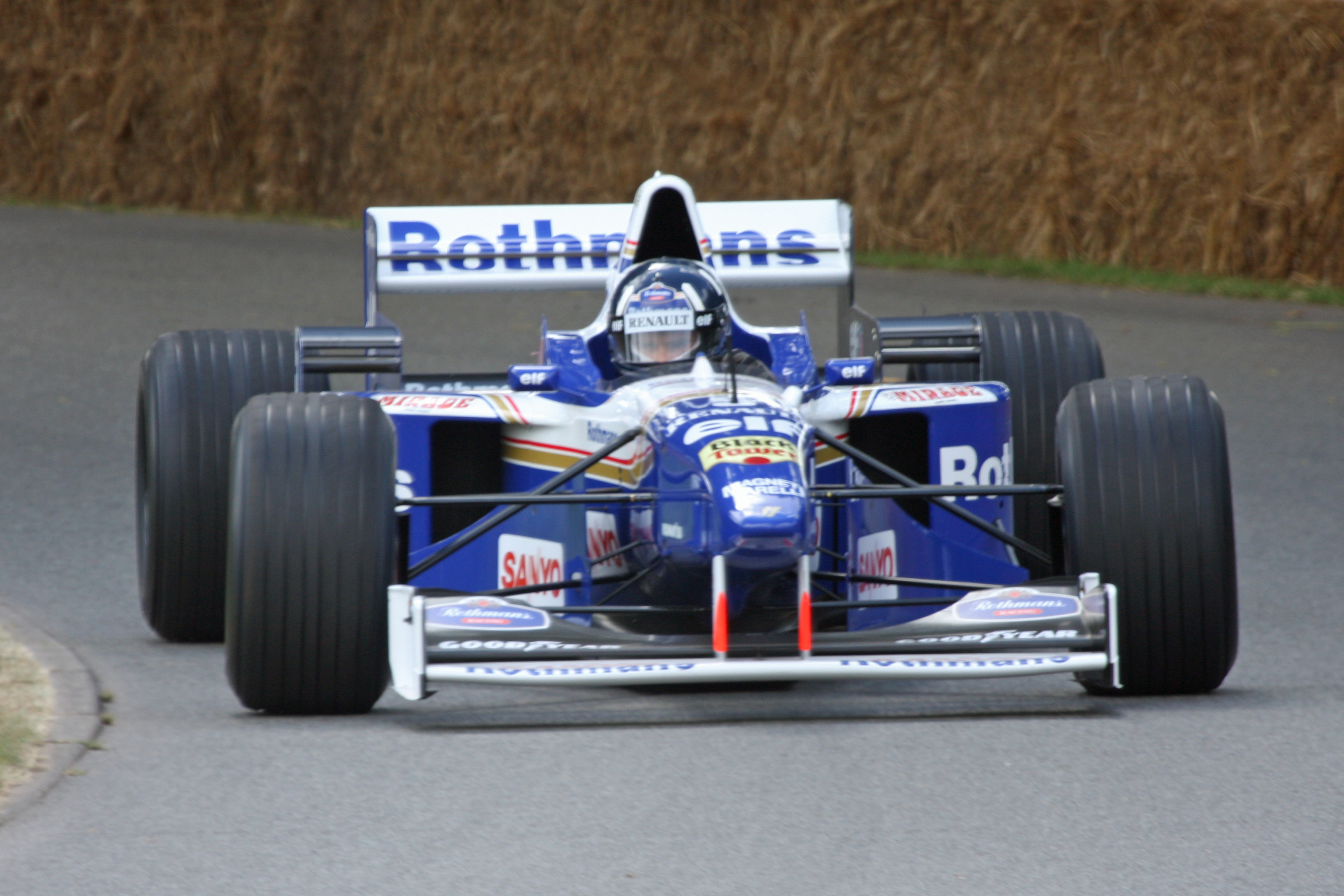
达蒙·希尔赢得1996年度车手冠军

在20世纪80和90年代，威廉姆斯车队是F1顶级车队。在一笔巨大的资金投入下，纽维和帕崔克·海德成为了绝佳的设计搭档。直至1991赛季中期，纽维的FW14底盘逐渐可以与迈凯伦车队相匹敌，但是赛季早期的稳定性问题再加上迈凯伦车手艾尔顿·塞纳的努力，威廉姆斯车手奈杰尔·曼塞尔最终未能获得冠军。
1992年，威廉姆斯车队开始了它在F1的统治历程，曼塞尔赢得了车手冠军，纽维也赢得了他所在车队的第一个制造商冠军。1993年，车队卫冕成功，阿兰·普罗斯特驾驶FW15C赢下了年度车手冠军。
1994年，纽维设计的赛车性能有着很大的退步，整个威廉姆斯车队和车手都试图去追赶由罗里伯恩设计的贝纳通车队B194赛车。但是一场灾难发生在1994年圣马力诺大奖赛，刚刚加入威廉姆斯车队的“车神”艾尔顿·塞纳出事故身亡。之后由于舒马赫因为违规被禁赛两场才确保了威廉姆斯车队赢得他们第三个车队世界冠军，达蒙·希尔赢得车手亚军。因为塞纳的意外身亡，纽维和威廉姆斯车队的关系逐渐有了裂痕。
到1995年，纽维不只一次可以成为车队的设计总监，但是威廉姆斯车队的一个联合创始人阻碍了他的这一道路。由于1995年，威廉姆斯车队将车手和制造商冠军都输给了贝纳通车队，纽维和威廉姆斯车队之间的矛盾越来越大了。在1996年达蒙·希尔和雅克·维伦纽夫赢下年度制造商冠军之前，纽维已经开始了他前往迈凯伦之前的花园假期。
在他为威廉姆斯车队工作的这几年（1991–1997），威廉姆斯车队在114场比赛中取得了59场分站冠军，78次杆位和60次最快单圈，并且有四位车手赢得了年度车手冠军。

### 迈凯伦阶段（1997-2005）
纽维到迈凯伦时，1997赛季的车已经基本设计完成，他开始专注于1998赛季赛车的设计工作。他领衔研发的MP4-13是一辆非常有竞争力的赛车，米卡·哈基宁因此蝉联1998年和1999年年度车手冠军。在2000年，米卡·哈基宁以微弱劣势败于舒马赫未能成功卫冕。

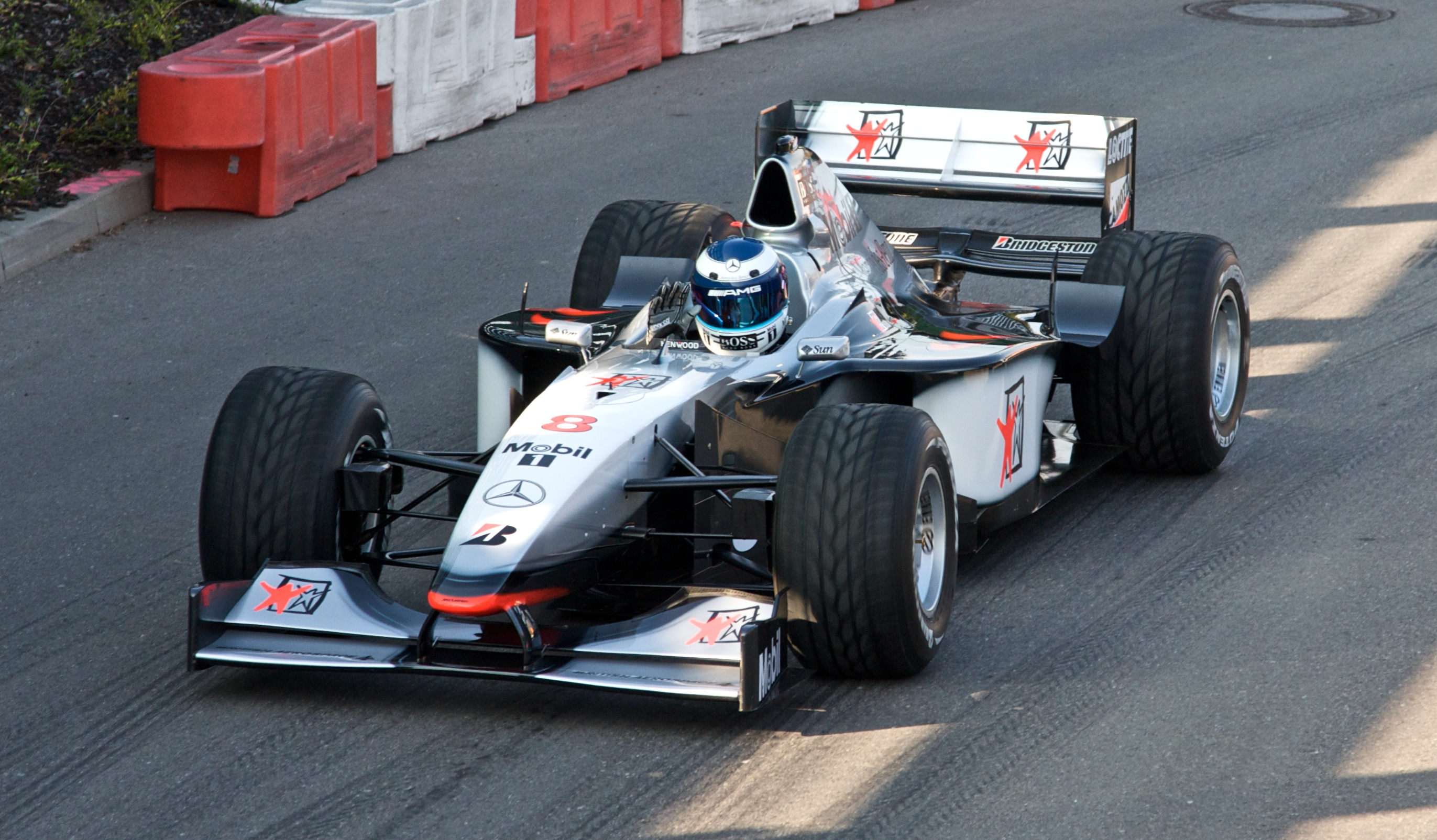
米卡·哈基宁驾驶McLaren MP4-13

在2001年的暑期，纽维和由他的朋友鲍比·拉哈尔运营的美洲虎车队签订了一份合同。虽然签署了一份合同，但是拉哈尔始终未能和迈凯伦老板罗恩·丹尼斯达成协议，罗恩·丹尼斯也一直劝说纽维待在迈凯伦。最后因为拉哈尔在美洲虎车队的地位受到波动这项交易最终并未达成。
尽管纽维待在了迈凯伦，但是很多流言称纽维希望离开迈凯伦。到2004年，纽维的未来又变得有点不太明朗，有人说他可能会回威廉姆斯车队，甚至有人称他可能彻底离开F1。虽然罗恩·丹尼斯一直否认纽维将要离开并且承诺2005赛季纽维仍会为迈凯伦效力，但是2005年年底红牛车队宣布纽维将要加入红牛车队。

### 紅牛階段（2006-2024）

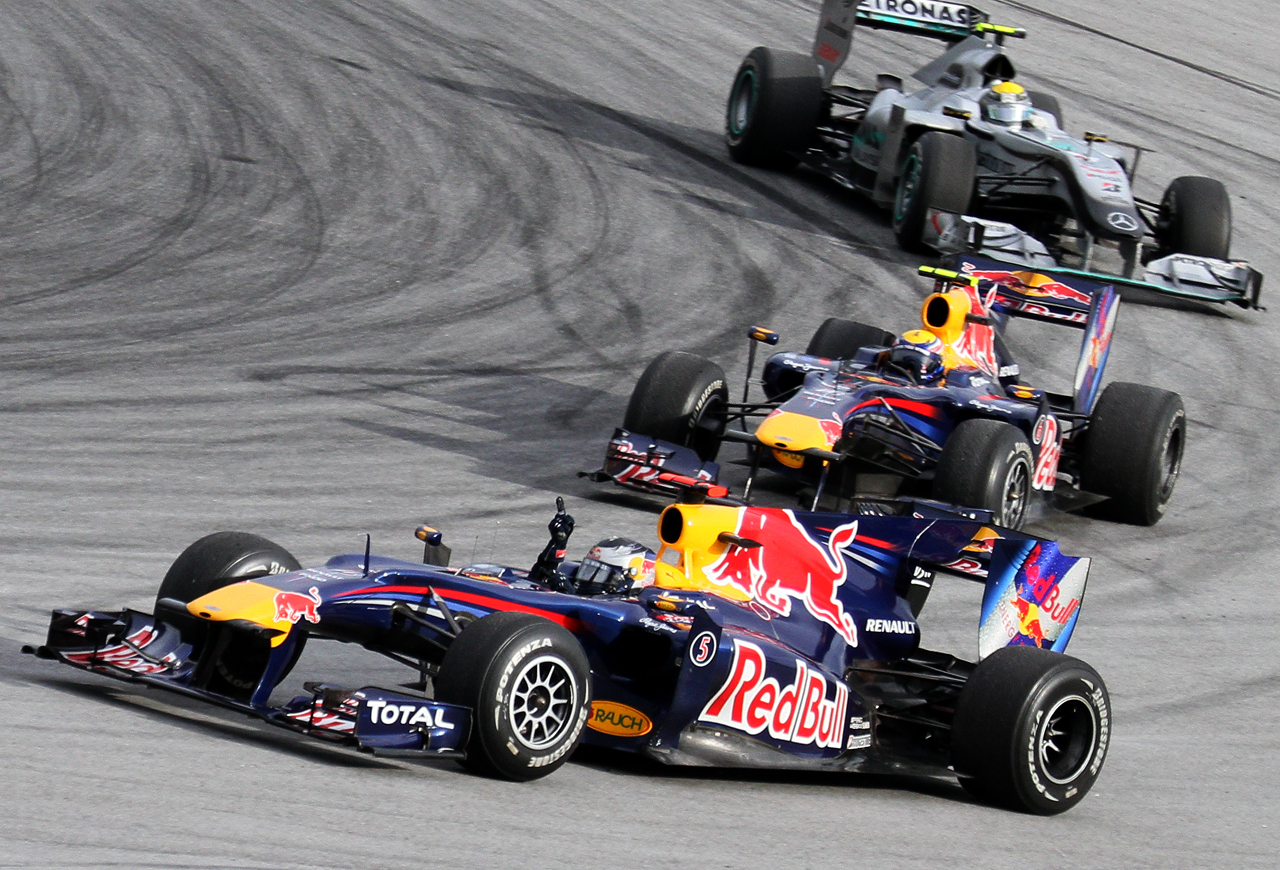
赛巴斯蒂安·维泰尔和馬克韋伯駕駛RB6（2010馬來西亞大獎賽）

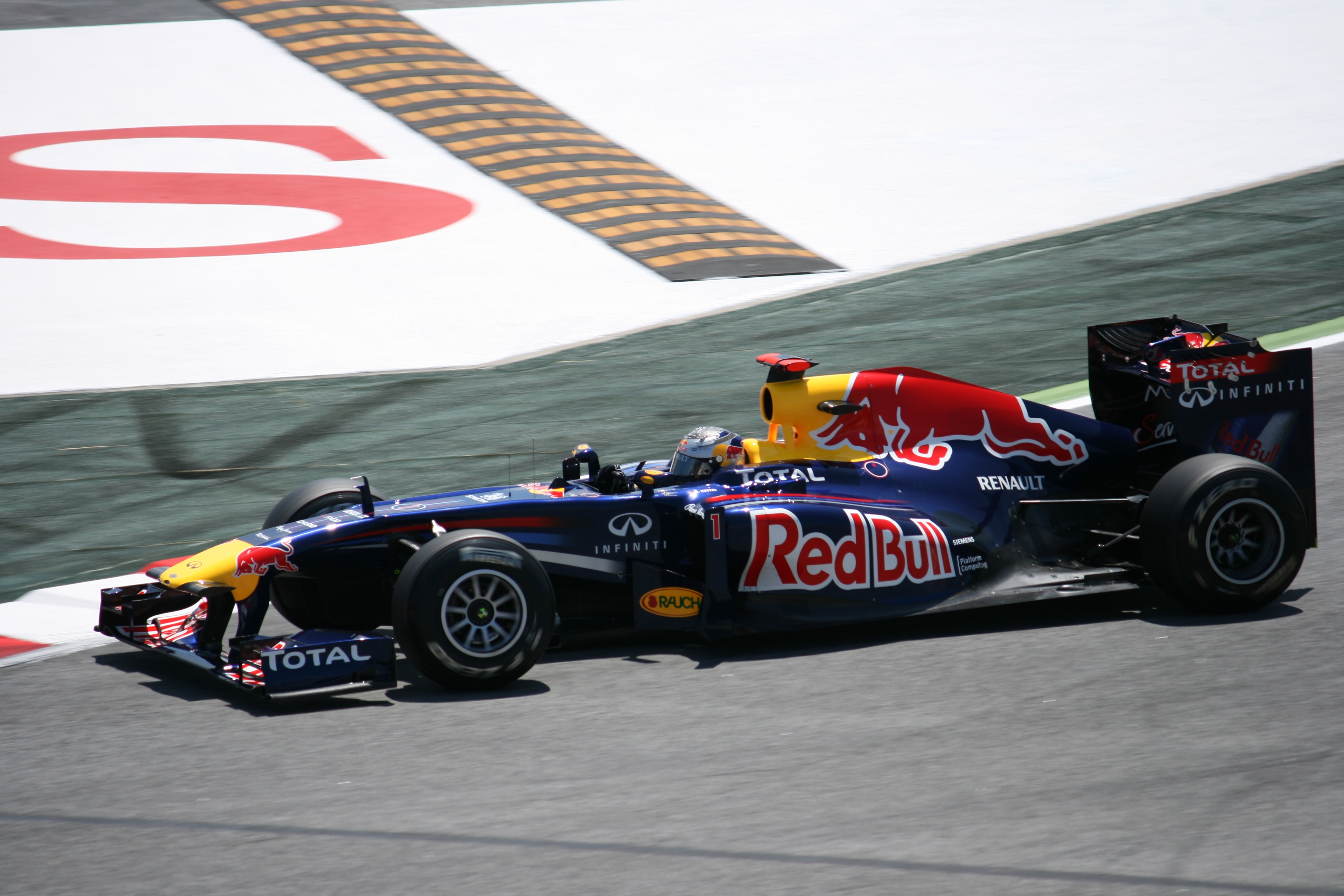
赛巴斯蒂安·维泰尔駕駛RB7贏得他的第二個世界冠軍

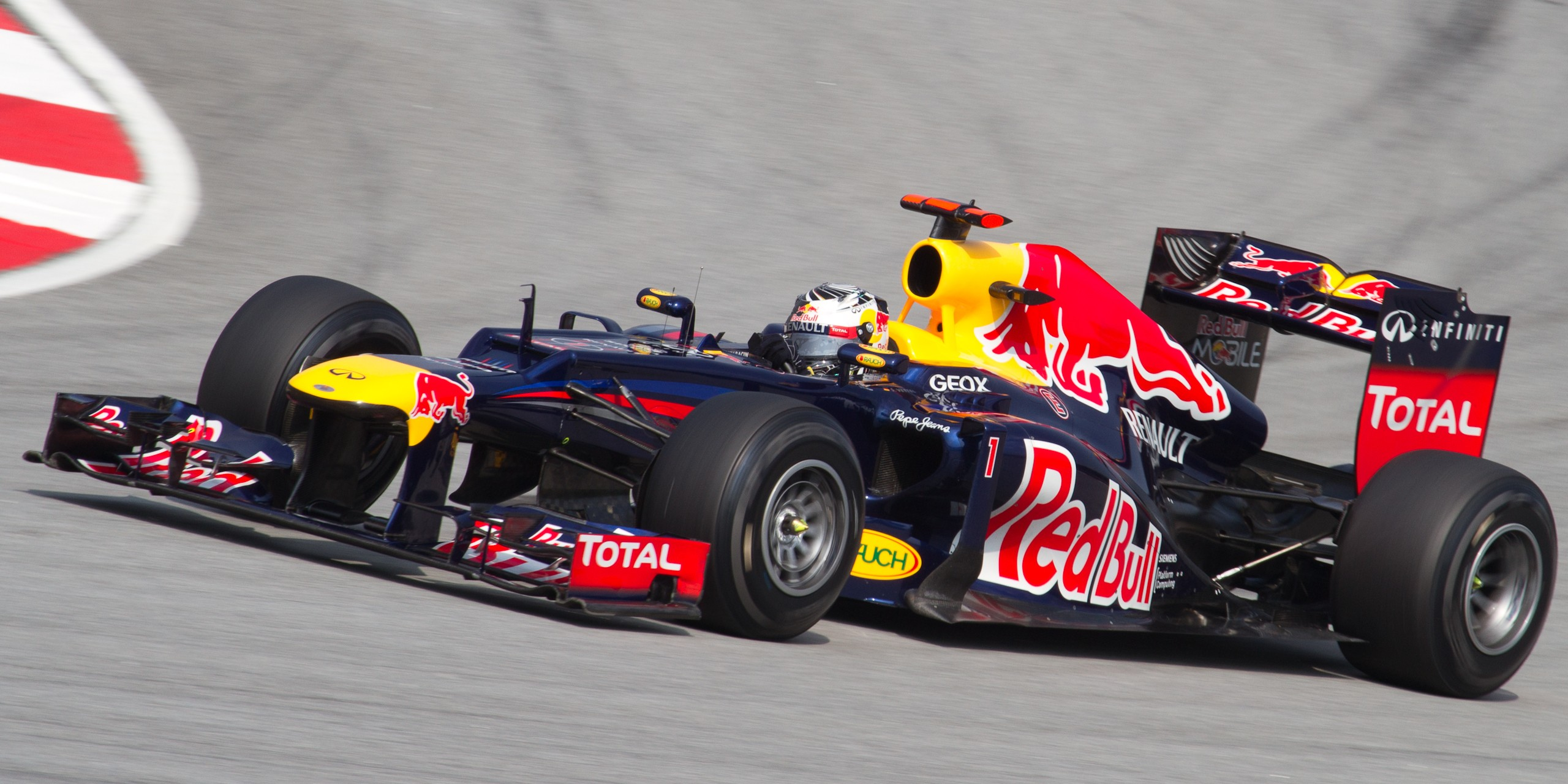
赛巴斯蒂安·维泰尔驾驶RB8第三次贏得世界冠軍

紅牛車隊在2005年11月8日宣佈紐維將在2006年加盟紅牛車隊，《衛報》報告稱紐維在紅牛車隊的年薪高達1000萬美元。
纽维对红牛车队在2006年的影响力很小，因为赛车在纽维到来之前就已经设计完成了。在这一年，红牛没有取得什么成绩，在前六站总共只取得了2分。但是车队一号车手大卫·库特哈德（他曾经在威廉姆斯和迈凯伦驾驶过由纽维设计的赛车并取得了不错的成绩）在之后的摩纳哥大奖赛取得了第三名获得了6分。虽然受到很多不利的影响，但是红牛车队的整体水平有着明显的提升。
到了2007年，由纽维设计的红牛赛车采用雷诺RS26引擎，赛车的速度很快但是稳定性仍有欠缺，每个车手一赛季17场比赛平均退赛6场。但是不管怎么说，因为迈凯伦当年的成绩被取消，最后红牛车队名列第五，这对当时的红牛来讲是一个很好的结果了。2008年初，技术总监纽维和戈尔夫·威利斯就指出2008赛季赛车的底盘设计在所有的车队中都是最复杂的。的确如此，红牛车队获得了很好的开局，马克·韦伯连续五站得分且库特哈德在蒙特利尔取得了季军。当赛季进行到了一半时，红牛车队与雷诺车队和丰田车队在激烈地竞争车队榜第四的位置。但是红牛车队在赛季下半程只获得了5分（在赛季前半程获得了24分），到了赛季结束时，红牛车队的成绩甚至低于红牛二队。
纽维为2009赛季所设计的赛车有着非常大的进步，在赛季中的表现也非常优异。在上海站，红牛车队在竞争激烈的雨战中包揽了前两名。在英国大奖赛，维特尔再一次取得冠军，紧接着韦伯赢下了德国大奖赛。更令人震惊的是红牛车队包揽了最后三站的冠军，维特尔赢下了日本站和阿布扎比站，韦伯赢下了巴西站，并且在阿布扎比站，他们再一次包揽冠亚军。最终，红牛获得了年度车队亚军。
2010年，红牛车队在赛季一开始就表现地非常优秀并且在整个赛季都表现地非常有竞争力。在2010年巴西站，红牛车队提前一站赢得了2010年制造商冠军。2010年11月14日，红牛车队车手塞巴斯蒂安·维特尔赢下了年度车手冠军。因此纽维成为唯一一位帮助三家不同的车队赢得年度制造商冠军的设计师。
在接下来的3年，因为纽维的杰出设计，红牛车队连续赢得F1年度制造商冠军，并且帮助维特尔成为四冠王。
2014年6月，红牛车队宣布与纽维续约，并承诺将给予他在红牛技术公司（Red Bull Technology）全新的项目上的支持。据悉红牛击败了法拉利车队提供给纽维的2千万英镑的新合约。
然而2014年起，一级方程式改用V6涡轮增压混动引擎；由于受到引擎供应商雷诺的性能不足，纽维设计的RB10并没有展现出以往的竞争力。这种局面持续到2019年，红牛放弃雷诺引擎转而使用本田的动力单元。2021年赛季，红牛车手麦克斯·维斯塔潘驾驶RB16B最终在收官战阿布扎比站获胜，并为其赢得了他第一座车手总冠军。而在次年，一级方程式实施了地面效应规则，这让曾经历过上一个F1地面效应时代的纽维更加游刃有余，最终由维斯塔潘驾驶红牛RB18赢得了他生涯第二座车手总冠军；而红牛车队也自2013年之后再次赢得车队总冠军。2023年赛季，红牛的RB19展现了惊人的统治力，成为了F1赛事历史上胜率最高的赛车，它以95.45%的获胜率击败了由1988年赛季的迈凯伦MP4/4创造的93.8%获胜率。维斯塔潘和红牛车队再次包揽并蝉联了车手及车队总冠军。
2024年5月1日，纽维宣布将在2025年初离开红牛F1车队和红牛集团。他将停止在红牛F1车队的职务，而将余下的时间专注于红牛集团的超级跑车项目RB17的收尾工作。此外英国媒体获悉纽维将不会进入花园假期，如果他愿意他可以在离开红牛后立即加入新的一级方程式车队开始为2026年赛季工作。

### 阿斯顿·马丁階段（2025-至今）
2024年9月10日，阿斯顿·马丁车队宣布与纽维签约多年，他将于2025年3月正式加入车队，担任技术管理合伙人。据悉英国车队开出给纽维每年3千万英镑的薪资。

### 紐維在F1的成績
紐維設計的賽車贏下了下面所列年份的年度車隊冠軍和年度车手冠军。
| 年份 | 賽車型號      | 车队冠军     | 车手冠军          | 引擎提供商 |
| ---- | ------------- | ------------ | ----------------- | ---------- |
| 1992 | 威廉姆斯FW14B | 威廉姆斯车队 | 奈杰尔·曼塞尔     | 雷诺       |
| 1993 | 威廉姆斯FW15C | 威廉姆斯车队 | 阿兰·普罗斯特     | 雷诺       |
| 1994 | 威廉姆斯FW16  | 威廉姆斯车队 | -                 | 雷诺       |
| 1996 | 威廉姆斯FW18  | 威廉姆斯车队 | 达蒙·希尔         | 雷诺       |
| 1997 | 威廉姆斯FW19  | 威廉姆斯车队 | 雅克·维伦纽夫     | 雷诺       |
| 1998 | 邁凱倫MP4-13  | 迈凯伦车队   | 米卡·哈基宁       | 梅赛德斯   |
| 1999 | 邁凱倫MP4-14  | -            | 米卡·哈基宁       | 梅赛德斯   |
| 2010 | 紅牛RB6       | 红牛车队     | 塞巴斯蒂安·维特尔 | 雷诺       |
| 2011 | 红牛RB7       | 红牛车队     | 塞巴斯蒂安·维特尔 | 雷诺       |
| 2012 | 红牛RB8       | 红牛车队     | 塞巴斯蒂安·维特尔 | 雷诺       |
| 2013 | 红牛RB9       | 红牛车队     | 塞巴斯蒂安·维特尔 | 雷诺       |
| 2021 | 紅牛RB16B     | -            | 马克斯·维斯塔潘   | 本田       |
| 2022 | 红牛RB18      | 红牛车队     | 马克斯·维斯塔潘   | 紅牛       |
| 2023 | 红牛RB19      | 红牛车队     | 马克斯·维斯塔潘   | 本田紅牛   |
| 2024 | 红牛RB20      | -            | 马克斯·维斯塔潘   | 本田紅牛   |

## 个人赛车经历及其它相关信息
亚德里安·纽维不仅擅长设计赛车，同时热衷于赛车收藏和赛车驾驶。他曾经参加过勒芒传奇赛事。在2006年的赛事中，他驾驶一辆福特GT40参加比赛，但是在比赛过程中发生了一些意外，车辆遭毁并且他的手也受伤了。之后，他在古德伍德复活赛事中又一次地毁了一辆赛车————捷豹XK-E。
他自2007年开始参加一些较为职业化的赛事。他成为法拉利车队的一员驾驶法拉利F430参加2007年勒芒24小时耐力赛，最终纽维和他的队友本·奥科特，乔·马卡里以小组第四，总排名第22的成绩完赛。
2010年6月15日，在电子娱乐展索尼展台上，由消息指出纽维和山内一典合作推出新的電視游戏GT赛车5。这些合作最终导致Red Bull X2010和Red Bull X2011两款概念车在游戏中出现。
2010年7月2日，纽维获赠一辆自己设计Red Bull RB5以表彰他为红牛车队所做的贡献。纽维在2010年古德伍德速度嘉年华中第一次驾驶该车。
2012年新年，纽维被授予大英帝国官佐勋章以表彰他对赛车事业所做的贡献。
2015年11月，纽维被阿斯顿·马丁採納提案，設計了當時名為的"Nebula"（現名為Valkyrie）

### 勒芒24小时耐力赛结果
| 年份                   | 级别 | 编号 | 轮胎 | 赛车型号       | 车队                  | 合作车手            | 圈数 | 总排名 | 级别 排名 |
| ---------------------- | ---- | ---- | ---- | -------------- | --------------------- | ------------------- | ---- | ------ | --------- |
| 2007年勒芒24小时耐力赛 | GT2  | 78   | M    | 法拉利F430 GT2 | 法拉利车队 阿科特车队 | 乔·马卡里 本·阿科特 | 308  | 22nd   | 4th       |

## 相关列表
- 一级方程式世界车手冠军列表
- 一级方程式世界制造商冠军列表
- 一级方程式赛车车手列表
- 一級方程式賽車賽道列表
- 一级方程式积分系统
- 一级方程式赛车车队列表

## 外部連結
- 紅牛車隊紐維介紹頁（页面存档备份，存于）